# Zincke-Nitrierung

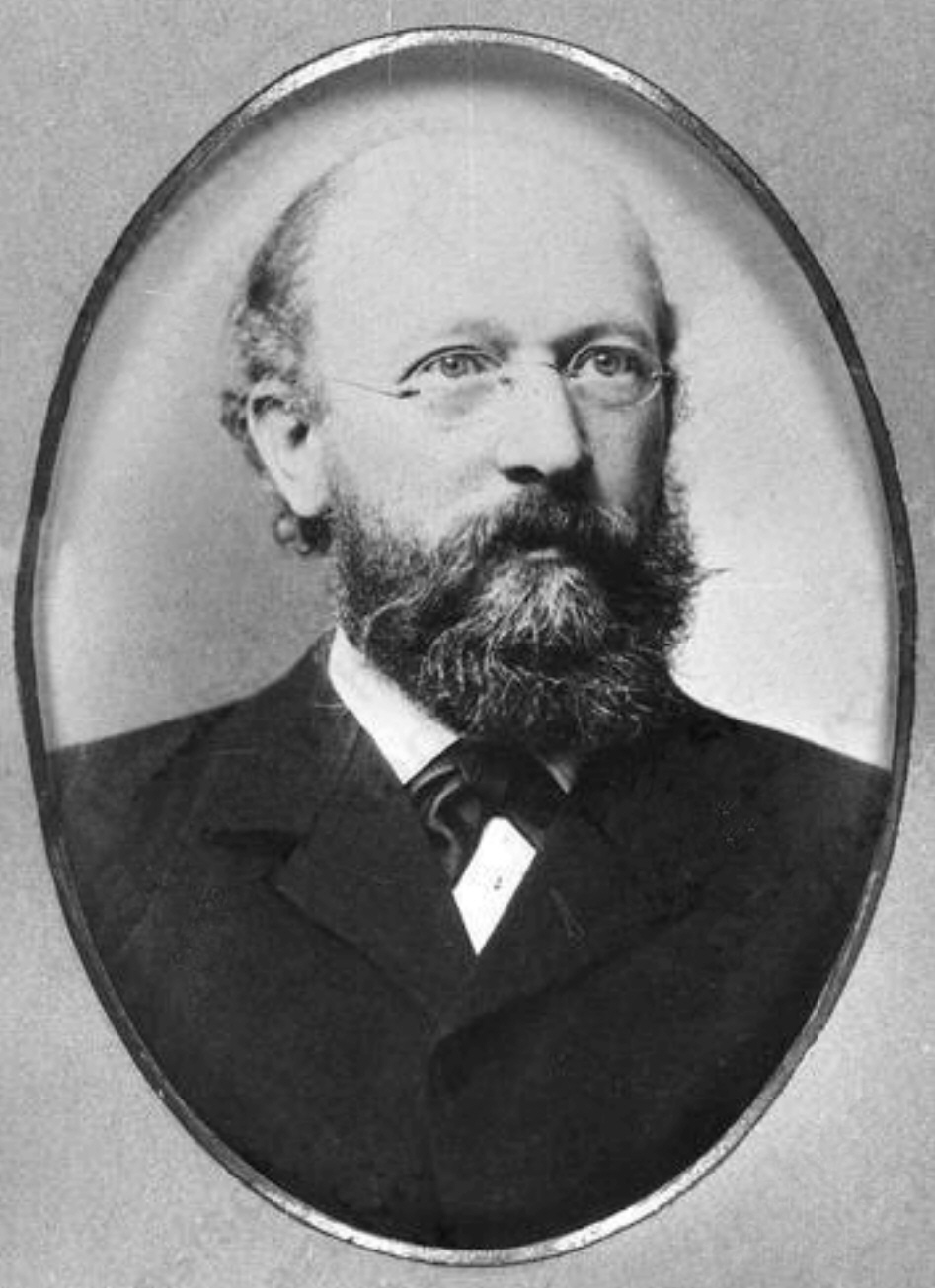
Theodor Zincke (1843–1928)

Die Zincke-Nitrierung ist eine Namensreaktion aus dem Bereich der organischen Chemie und wurde erstmals 1900 von dem deutschen Chemiker Theodor Zincke (1843–1928) beobachtet. Dabei findet eine elektrophile Substitution des zu einer Hydroxygruppe in ortho- oder para-Stellung stehenden Brom- oder Iodsubstituenten durch eine Nitrogruppe statt; es entstehen Nitrophenole.

## Übersichtsreaktion
Die Zincke-Nitrierung wird mit salpetriger Säure ausgeführt.
Das Halogen (X = Br oder I) wird bei der Reaktion durch die Nitrogruppe ersetzt. Die Reste R und R1 können Methyl-Gruppen, Methoxy-Gruppen oder einfach Wasserstoff sein.

## Möglicher Mechanismus
Der Mechanismus der Zincke-Nitrierung wird anhand einer elektrophilen aromatischen Substitution von salpetriger Säure an bromsubstituierten Kresolen erklärt. Substituiert wird einer der Bromsubstituenten, der dann durch eine Deprotonierung als Bromwasserstoff abgespalten wird. Der genaue Reaktionsmechanismus ist nicht eindeutig.

## Anwendung
Die Zincke-Nitrierung ist nützlich in der Vorbereitung für die Herstellung von 2-Nitrophenolen bzw. 4-Nitrophenolen.